# Pedro Neves
Pedro Paulo Pinheiro Neves (Lisbona, 6 ottobre 1981) è un ex calciatore portoghese, di ruolo difensore.

## Carriera

### Club
Il 1º luglio 2008 firma un contratto annuale con gli albanesi del Bylis Ballsh, squadra della massima serie albanese.